# Хайланд флинг

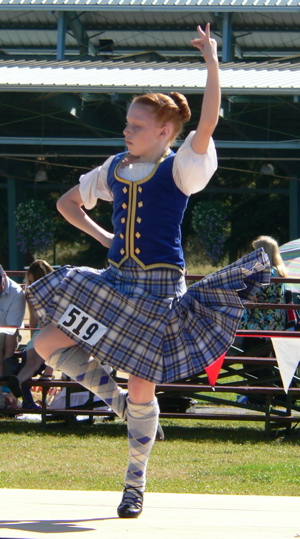
Исполнитель хайланд флинга

Хайланд флинг (The Highland Fling) — один из четырёх старейших традиционных шотландских танцев хайланд.

## О танце
Возвращаясь с победой после битвы, воины мужчины исполняли этот танец, празднуя успех. Танец исполнялся на маленьком круглом щите, называемом «Тардж». Большинство таких щитов, покрытых оленьей кожей и заклепками, снабжалось острым наконечником посередине. Наконечник использовался в бою для отражения атак противника и нанесения дополнительного урона. Танцору в процессе танца следовало быть максимально осторожным, чтобы избежать случайного ранения. В танце воины щелкали пальцами высоко поднятых рук в такт музыке или, возможно, создавая свой собственный ритм. Это могло иметь и сакральный смысл. Щелчки пальцев прогоняли злых духов. В настоящее время этот танец исполняют не на щите, но стараются оставаться на одном месте, а от щелчков осталось только положение пальцев и рук.

## Легенда
Происхождение танца имеет свою популярную легенду. Легенда рассказывает про старого пастуха и его маленького внука. Пастух учил своего внука играть на волынке на склоне холма. Внезапно они увидели гарцующего оленя. Пастух спросил мальчика, может ли он подражать этому оленю. Мальчик начал танцевать, имитируя грациозное движение оленя. Поднятые высоко над головой руки имитировали оленьи рога.

## Современное состояние
В наше время этот танец используется в качестве соревновательного по всему миру. Для исполнения этого танца на соревнованиях, надевают традиционную шотландскую одежду, — килт, независимо от того, кто исполняет танец, —- мужчина или женщина. Хайланд флинг имеет несколько уровней квалификации, от новичка до профессионала. Сам танец со временем существенно изменился, движения стали более резкими и точными, множество шагов хайланд флинга было упрощено. В настоящее время опубликовано около 29 разнообразных шагов хайланд флинга. На самом деле существует гораздо больше шагов, если верить воспоминаниям пожилого населения горной части Шотландии. Однако на соревнованиях принято использовать всего 8.

## Перечень шагов танца
- Первый шаг — Shedding — это всегда первый шаг в танце, особенно, если это соревнование по Highland Fling.
- Второй шаг — First Back-Stepping.
- Третий шаг — Toe and Heel.
- Четвёртый шаг — Rocking.
- Пятый шаг — Second Back-Stepping — этот шаг имеет альтернативную версию исполнения.
- Шестой шаг — Cross-Over — этот шаг имеет альтернативную версию исполнения.
- Седьмой шаг — Shake and Turn — этот шаг имеет альтернативную версию исполнения под названием Double Shake and Rock.
- Восьмой шаг — Last Shedding — этим шагом, особенно в соревнованиях, всегда завершают танец. Шаг имеет альтернативную версию исполнения.

Вступление. Обязательным моментом в танце является вступление. Первые 4 такта мелодии музыкант играет в качестве вступления. В это время танцор должен встать в исходную позицию для традиционного поклона, совершить поклон и приготовиться к танцу.
В зависимости от уровня квалификации танцора, набор и количество шагов на соревнованиях разное:
4 шага танца. Обычно танцуют начинающие танцоры.
6 шагов танца. Танцуют более опытные танцоры.
8 шагов танца. Очень редко используются все шаги хайланд флинга. В основном в соревнованиях опытных танцоров SOBHD или на традиционных играх горцев.
Интересный факт. 29-го августа 2009 года, 41-летний многократный мировой чемпион по танцам хайланд Гарет Митчелсон, станцевал на традиционном мероприятии посвященном культуре высокогорной части Шотландии в Дануне 50 шагов Highland Fling без остановки. Собранные от этого благотворительного события средства поступили в фонд финансирования проекта по изучению генетического заболевания миодистрофия Дюшенна-Беккера, которое делает мышцы ног больными и склонными к дистрофии в раннем возрасте.
Порядок и очередность шагов, а также другие требования исполнения танца публикуются на сайте SOBHD за год до начала соревнований.

## Музыкальное сопровождение
Танцоры исполняют танец под традиционную шотландскую волынку. Музыканты используют мелодию «Monymusk» или любую другую подходящую композицию размера страспей. Темп игры — 114 тактов в минуту. Скорость исполнения мелодии существенно замедляется с момента начала соревнований по хайланд флингу. От 192 тактов в минуту в начале XX века, 152 такта в минуту в 1960-х и затем 134 такта в минуту в 1980-х годах.